# Ctenomys thomasi
El tuco-tuco de Thomas (Ctenomys thomasi) es una especie extinguida de roedor del género Ctenomys de la familia Ctenomyidae. Habitó el Cenozoico del centro-este del Cono Sur de Sudamérica.

## Taxonomía
Esta especie fue descrita originalmente en el año 2009 por los paleontólogos Sergio O. Lucero, Federico L. Agnolin, Rodrigo E. Obredor, Rubén F. Lucero, Marcos M. Cenizo y Martín L. de los Reyes.
Localidad tipo y distribución geográfica
La localidad tipo es: “Centinela del Mar, partido de General Alvarado, sudeste de la provincia de Buenos Aires, centro-este de la Argentina”. Fue colectado en los acantilados costeros del mar Argentino del océano Atlántico, a 38 kilómetros al sur de Mar del Sud, con rumbo hacia Necochea.
Holotipo
El holotipo es el catalogado como: MLP Pv 04-V-2-1; consiste en un cráneo incompleto con series dentarias completas y las dos ramas mandibulares; se encuentra depositado en el Museo de Ciencias Naturales de La Plata (MLP), de la ciudad homónima.
Etimología
Etimológicamente, el término específico es un epónimo que refiere al apellido de la persona a quien fue dedicada, el mastozoólogo británico Michael Rogers Oldfield Thomas, quien fuera el descriptor de una gran parte de las especies vivientes de este género.
Edad atribuida
Fue exhumado de la litofacies B, en sedimentos del Piso-Edad Ensenadense, en la zona o “biozona de Mesotherium cristatum”, por la especie indicadora o fósil guía que se emplea para definirlo. La antigüedad postulada para el estrato portador es Plioceno superior a Pleistoceno medio.
Caracterización y relaciones filogenéticas
En relación con las especies del género, C. thomasi presenta un tamaño relativamente intermedio. Su cráneo es grácil, especialmente el rostro, el cual no posee ensanchamiento lateral. 
Los rasgos de las piezas craneanas colectadas permitirían ubicar a C. thomasi en el grupo de especies “Ctenomys mendocinus”, relacionándolo especialmente con el tuco-tuco viviente C. mendocinus Philippi, 1869.